# Пътят към София (филм)
Вижте пояснителната страница за други значения на Пътят към София.
„Пътят към София“ (на руски: Путь к Софии) е българско-съветски 5-сериен телевизионен игрален филм (военен, драма, исторически) от 1978 година на режисьора Николай Машченко (рус. Мащенко), по сценарий на Стефан Дичев. Оператор е Венец Димитров. Музиката във филма е композирана от Кирил Цибулка. Художници са Милко Маринов, Валентина Йотова и Анатолий Добролежа, а редактор на филма е Никола Петров.
Филмът е създаден по мотиви от едноименния роман на Стефан Дичев и е посветен на стогодишнината от Освобождението на България.

## Серии
- 1. серия – 63 минути
- 2. серия – 61 минути
- 3. серия – 61 минути
- 4. серия – 63 минути
- 5. серия – 68 минути [2].

## Сюжет

### Първа серия
Внимание:  Текстът по-долу разкрива сюжета на произведението (или части от него)!
Руско-турската война е в разгара си. Революционерът Дяко пристига в София. Неговата цел е да подпомогне руското главно командване при освобождението на града. В дома на Андреа Будинов се запознава с неговите братя. Най-големият от тях – Климент, е лекар в турска военна болница. По време на следването си в Петербург той се е свързал с руското разузнаване, с което поддържа контакти след завръщането си в България. На излизане от дома на братя Будинови Дяко е арестуван от турците.

### Втора серия
Подложен на жестоки мъчения, за да не издаде съмишлениците си, Дяко се самоубива. Комендантът на София планира да превърне града в непревземаема крепост и е мобилизирал за строежа на укрепленията всички здрави български мъже. Сред тях са и двамата братя Андреа и Коста Будинови. Ръководителят на английското разузнаване при Западната турска армия Сенклер придружава група чуждестранни консули при обиколката им из табиите. Турците осуетяват опит за неподчинение на един българин, Андреа се намесва и е арестуван. Благодарение на познанството си с присъстващия френски консул Леандър Леге той е освободен. От разговора с него Андреа научава, че в София предстои посещение на високопоставен турски военачалник, който трябва да създаде редовна турска армия за отпор срещу приближаващите руски войски. За да научи повече подробности, Андреа се сближава с Неда – годеницата на Леге, в която отдавна е влюбен.

### Трета серия
Руските войски обсаждат Плевен. Андреа научава от Неда, че очакваният в София военачалник е главнокомандващият турската армия Сюлейман паша. Климент и Коста отиват при руснаците, за да им предадат тази информация, а и да им покажат най-прекия път през Балкана, за да се появят изненадващо бързо в тила на турските войски. Настъпва зима. Генерал Гурко подготвя войските си за прехода, идва вестта за превземането на Плевен.

### Четвърта серия
Сенклер арестува стария Будинов заради измяната на синовете му. За главата на Андреа е обявена награда. Генерал Гурко повежда войските си през Балкана, много от руските войници намират смъртта си, засипани от снежни виелици. В преспите загива и Коста Будинов. Братът на Неда я проследява в една късна вечер и така открива къде се крие Андреа. Съблазнен от наградата, той го издава на Сенклер. Андреа успява да се изплъзне от засадата. Неда е арестувана. Тя изпраща писмо до Леандър Леге, в което го моли да развалят годежа. Сесил, дъщерята на Леге, която е силно привързана към Неда, тръгва да я търси, за да я убеди да се омъжи за баща ѝ. На улицата Сесил е заловена от турци, изнасилена и убита.

### Пета серия
Генерал Гурко преминава Балкана и се готви да атакува разположената около София армия на Сюлейман паша. Превзет е Арабаконашкия проход. Пътят на руските войски към София е открит. Чуждестранните консули са уведомени от Сюлейман паша, че София ще бъде опожарена. Сенклер напуска София, турците панически бягат. В спасяването на града се включват всички негови жители. Сред тях са италианският консул Виторио Позитано и Андреа. С група смелчаци Андреа влиза в Черната джамия, където са затворени Неда и баща му. Но непоправимото вече се е случило – старият Будинов и бащата на Неда са обесени. Андреа успява да спаси само Неда. Руските войски тържествено влизат в София ...

## Актьорски състав
| Изпълнител                                          | Роля                                                                       |
| --------------------------------------------------- | -------------------------------------------------------------------------- |
| Георги Георгиев – Гец                               | д-р Климент Будинов                                                        |
| Петър Слабаков                                      | революционерът Дяко                                                        |
| Константин Цанев                                    | Андреа Будинов                                                             |
| Павел Поппандов                                     | Коста Будинов                                                              |
| Михаил Голубович                                    | генерал Гурко                                                              |
| Анна Мария Петрова                                  | Неда Задгорска, годеницата на Леге                                         |
| Любомир Киселички                                   | Позитано, италиански вицеконсул в София                                    |
| Марин Янев                                          | Филип Задгорски                                                            |
| Стойно Добрев                                       | Амир бей                                                                   |
| Иванка Димитрова                                    | майката на братя Будинови                                                  |
| Рачко Ябанджиев                                     | Радой Задгорски, бащата на Неда                                            |
| Иван Гайдарджиев                                    | Слави Будинов, бащата на братя Будинови                                    |
| Михаил Михайлов                                     |                                                                            |
| Цветана Манева                                      |                                                                            |
| Светозар Неделчев                                   | Джани бей                                                                  |
| Георги Стоянов                                      | Сенклер, ръководител на британското разузнаване при Западната турска армия |
| Явор Милушев                                        | Тодор, бунтовникът                                                         |
| Сашка Братанова                                     | Женда                                                                      |
| Йорданка Кузманова                                  | лейди Стренгфорд                                                           |
| Владимир Конкин                                     |                                                                            |
| Борис Брондуков                                     |                                                                            |
| Николай Лебедев                                     |                                                                            |
| Нина Нейкова                                        |                                                                            |
| Отар Коберидзе                                      | Леандър Леге, френски вицеконсул в София                                   |
| Анета Петровска                                     | Бояна, жената на обесения революционер Георги                              |
| Виолета Николова                                    |                                                                            |
| Любомир Димитров                                    |                                                                            |
| Минка Сюлемезова                                    |                                                                            |
| Лъчезар Стоянов                                     |                                                                            |
| Антон Карастоянов                                   |                                                                            |
| Йордан Спиров (не е посочен в надписите на филма)   | Шакир паша                                                                 |
| Теодор Юруков (не е посочен в надписите на филма)   | маршал Мехмед Али                                                          |
| Георги Мамалев (не е посочен в надписите на филма)  | турско заптие                                                              |
| Михаил Петров (не е посочен в надписите на филма)   |                                                                            |
| Мая Драгоманска (не е посочен в надписите на филма) | Мериам                                                                     |

и други